# Hidrocarbonetos cuticulares
Denominam-se de hidrocarbonetos cuticulares as ceras secretadas pelo exoesqueleto dos artrópodes. Por fazer parte do corpo destes animais, a cutícula que compõe o exoesqueleto encontra-se normalmente recoberta com secreções. Os artrópodes terrestres são assim geralmente recobertos por uma camada de hidrocarbonetos cuticulares, com a principal função de proteção contra a perda de água. Outras funções descritas para os hidrocarbonetos cuticulares incluem: proteção contra patógenos e toxinas, hidrofobicidade, preservação da cutícula, reconhecimento químico entre indivíduos da mesma espécie.
Os hidrocarbonetos cuticulares são mais bem estudados nos insetos, onde desempenham papeis fundamentais na biologia de diferentes espécies. Nos insetos, estes compostos são produzidos por células especiais denominadas de oenócitos, que geralmente se encontram associadas a epiderme da região abdominal e ao corpo gorduroso. Os hidrocarbonetos e demais compostos secretados alcançam a superfície cuticular (epicutícula) por meio de dutos celulares que atravessam as diferentes camadas do exoesqueleto.
Os insetos podem apresentar centenas de diferentes hidrocarbonetos cuticulares, mas cada espécie normalmente apresenta poucas dezenas destes compostos, em proporções específicas. Desta maneira, os demais insetos podem detectar estes compostos por meio das antenas a fim de determinar identidades químicas, separando membros de diferentes espécies e colonias de invasores. Nos insetos sociais os hidrocarbonetos cuticulares desempenham papel fundamental na comunicação química, onde indivíduos de diferentes castas, colonias, e espécies são identificados pela composição relativa de seus hidrocarbonetos cuticulares. De forma análoga, cientistas podem se utilizar de perfis de hidrocarbonetos cuticulares para identificar espécies de morfologia semelhante, assim como para buscar inferências sobre grau de parentesco (filogenia). A esta área de estudos, dá-se o nome de Taxonomia Química.